# Mycin (Expertensystem)
Mycin (Eigenschreibweise MYCIN) ist ein seit 1972 an der Stanford University in der Programmiersprache Lisp entwickeltes Expertensystem, das zur Diagnose und Therapie von Infektionskrankheiten durch Antibiotika eingesetzt wurde. Zu der Zeit seiner Entwicklung begann man die übermäßige Anwendung von Antibiotika kritisch zu betrachten und suchte daher nach Methoden, ihre Anwendung in Abhängigkeit vom jeweiligen Krankheitsbild zu optimieren. Hierzu mussten zahlreiche Parameter ermittelt und zueinander in Beziehung gesetzt werden, darunter der Erregertyp, der bisherige Krankheitsverlauf, bestimmte Labordaten usw. Die Komplexität dieses Problems wurde so groß, dass man die Entwicklung eines Expertensystems vorantrieb. So entstand schließlich MYCIN, das als eines der ersten Expertensysteme überhaupt gilt.
Wenn es auch für die Informatik als einer der wichtigsten Meilensteine im Bereich der Expertensysteme gilt, so erlangte es in der medizinischen Anwendung nicht die Bedeutung, die man sich erhofft hatte. Dabei erreichte MYCIN in seinen Diagnosen durchaus sehr hohe Trefferquoten. Doch zu der Zeit seiner Entwicklung war die allgemeine Akzeptanz von Computersystemen noch relativ gering, so dass die Bereitschaft fehlte, sich auf die Diagnose eines schwer durchschaubaren Systems zu verlassen.